# Joachim Giraldès
Joachim Albin Cardozo Cazado Giraldès, född 24 april 1808 i Porto, död 27 november 1875 i Paris, var en portugisisk-fransk kirurg.
Giraldès tog doktorsgraden i Paris 1836 på avhandlingen Études anatomiques ou recherches sur l'organisation de l'oeil, considéré chez l'homme et dans quelques animaux. Från 1834 var han prosektor och skrev en del anatomiska arbeten, tills han 1844 tävlade om en agrégé-tjänst i kirurgi på avhandlingen Des luxations de la machoire. Han fick tjänsten och tävlade 1846 om professuren i anatomi (tema: Du degré d'utilité de l'anatomie comparée dans l'étude de l'anatomie humaine). År 1848 blev han kirurg vid sjukhusens centralbyrå och verkade som sådan, tills han genom olyckshändelse blev blind på ena ögat. Han kunde dock ännu en tid fortsätta som operatör, men övergick efterhand till litterär verksamhet. 
Giraldès namn är knutet till Giraldès organ, paradidymis, en rest av urnjuren, belägen i sädesledarens främre del. Han var den förste, som beskrev detta organ (i Bulletins de la société anatomique de Paris, 1857) och behandlade det ytterligare i två avhandlingar, av vilka den sista, Recherches anatomiques sur le corps innominé (1861), belönades med Prix Monthyon. Han utvecklade i övrigt en omfattande litterär verksamhet och beskrev bland annat artärbråck, svulster och ögonsjukdomar. Han behandlade särskilt cystadenom och dermoidcystor. Han angav en operation för harmynthet och utgav det stora verket Leçons sur les maladies chirurgicales des enfants (1869). Några avhandlingar behandlar mikroskopisk anatomi, vissa farmakologi.